# Enicospilus stygius
Enicospilus stygius är en stekelart som beskrevs av Ian D. Gauld och Mitchell 1981. Enicospilus stygius ingår i släktet Enicospilus och familjen brokparasitsteklar. Inga underarter finns listade i Catalogue of Life.